# Inorganica Chimica Acta
Inorganica Chimica Acta, abgekürzt Inorg. Chim. Acta, ist eine wissenschaftliche Fachzeitschrift, die vom Elsevier-Verlag veröffentlicht wird. Die erste Ausgabe erschien im Jahr 1967. Derzeit erscheint die Zeitschrift vierundzwanzigmal im Jahr. Es werden Artikel aus allen Bereichen der anorganischen Chemie veröffentlicht.
Der Impact Factor lag im Jahr 2024 bei 3,2. Nach der Statistik des ISI Web of Knowledge wurde das Journal 2014 in der Kategorie anorganische Chemie an 16. Stelle von 44 Zeitschriften geführt.
Chefredakteure sind S. Ghosh (Indien), J. Müller (Deutschland), J.M. Smith (Vereinigte Staaten) und M. Swart (Spanien).
Die Kosten für ein Jahresabonnement liegen für Bibliotheken bei 10341 Euro für die gedruckte und 6032 Euro für die elektronische Ausgabe (Stand: 2013).